# رائول لارا
رائول لارا (انگلیسی: Raúl Lara؛ زادهٔ ۲۸ فوریهٔ ۱۹۷۳) یک بازیکن فوتبال اهل مکزیک است. 
وی همچنین، سابقه حضور در تیم ملی فوتبال مکزیک را دارد.